# Edificio del Banco de España (Jaén)
El Edificio Moneo es un edificio moderno proyectado por el arquitecto español Rafael Moneo en 1983, y construido finalmente en 1988. Fue sede del Banco de España, desde ese mismo año hasta el 31 de diciembre de 2004, cuando la entidad puso en marcha su plan de reestructuración, desapareciendo de Jaén después de 119 años de presencia en la ciudad, por ello también es conocido como Edificio del Banco de España.

## Arquitectura
El edificio se puede entender como un enorme volumen cúbico perforado o una sucesión de volúmenes de acero y hormigón dentro de otros. Se trata de un edificio duro e inexpugnable, de gruesos muros. Su fachada exterior está recubierta casi en su totalidad por mármol Rojo Alicante con un acabado tosco, excepto la portada, de tonos grisáceos, en la que está inscrito su nombre (Banco de España). Además, el escudo de España sobre la entrada, se realizó in situ en piedra caliza, durante la construcción.  El interior está terminado en madera, con un diseño muy cuidado de todos los elementos, desde las escaleras a las puertas. Posee un jardín exterior amurallado.
Sería importante destacar la impresión de fortaleza y de seguridad que Moneo transmite en esta obra. El cuarzo que rodea la entrada principal lo dota de una sofisticación inmensa, difícilmente igualable por otros monumento de la ciudad

## Polémica de usos
Desde su cierre en 2004 se han planteado varios usos alternativos, pero todas las posibilidades se han encontrado con serios problemas jurídicos o técnicos. Uno de los principales inconvenientes es la titularidad del edificio, que está en manos del Gobierno central, lo que imposibilita al Ayuntamiento de Jaén y a la Junta de Andalucía a actuar libremente sobre su uso. El otro principal inconveniente concierne a su diseño. La complejidad del edificio radica en que todo se pensó en clave de seguridad, desde los muros hasta los aparcamientos internos, la disposición de las cajas fuertes para evitar butrones, el blindaje de las puertas y ventanas, la distribución interior, etc.
La primera posibilidad planteada fue un uso cultural como museo, galerías de exposiciones, un edificio de usos múltiples, etc. pero fue descartada pronto cuando el Gobierno anunciaba que usaría el edificio para albergar todos o algunos de los departamentos que por competencias dependían de Madrid.
En 2005 la Subdelegación del Gobierno en Jaén anunció que el uso más probable que se le daría al edificio sería el de la nueva comisaría del Cuerpo Nacional de Policía, pero desistió por las graves dificultades técnicas que supondrían un sobrecoste económico y artístico. En 2006 la Concejalía de Cultura de Jaén reclamó el edificio como sede del archivo municipal de la ciudad. Con el cambio de gobierno del PP al PSOE en la ciudad la alcaldía propuso que el edificio fuera la nueva sede del Colegio de Arquitectos de Jaén a cambio de que este colectivo cediera su actual sede cerca del Ayuntamiento, pero sus socios de gobierno, IU, no estuvieron de acuerdo, y propusieron transformarlo en una casa de artistas o "Banco de Ideas". La última propuesta en torno al edificio fue que albergara la sede del Grado Superior del Conservatorio de Música.
El edificio ha sido propiedad del Ministerio de Hacienda hasta su cesión al Ayuntamiento de Jaén en el 2013. Desde abril de 2015, se decidió desde la Concejalía de Cultura del Ayuntamiento de Jaén reabrirlo como museo. Cuenta con dos exposiciones permanentes: una sobre el legado íbero y otra del pintor jiennense Alfonso Parras.